# Mangan
Mangán (latinsko manganum) je kemični element, ki ima v periodnem sistemu simbol Mn in atomsko število 25.
Mangan je sivkasto-bela kovina, na videz podobna železu. Je trdna in zelo krhka kovina, ki se težko tali, a zlahka oksidira. Manganska kovina je feromagnetna le po posebni obdelavi.
Najpogostejša oksidacijska stanja mangana so +2, +3, +4, +6 in +7, čeprav opažajo tudi oksidacijska stanja od +1 do +. Mn2+ v bioloških sistemih pogosto tekmuje z Mg2+ in spojine mangana, kjer je oksidacijsko stanje +7, so močni oksidacijski agenti.
Barve vodnih raztopin z manganovimi ioni v različnih oksidacijskih stanjih:
Mn2+ - brezbarvna
MnO2 (Mn4+) - rjava
MnO42- (Mn6+) - petrolejsko zelena
MnO4- (Mn7+) - vijolična 
Spojine : 
- MnO2 = manganov oksid (tudi manganov (IV) oksid, zastarelo:manganski superoksid, manganski peroksid) ... Mineraloška imena: rjavi manganovec, piroluzit, polianit, psilomelan
- Mn3O4 = Najstabilnejši manganov oksid ... Mineraloška imena: hausmanit,...

## Sklic
1. ↑  Meija, Juris;  in sod. (2016). »Atomic weights of the elements 2013 (IUPAC Technical Report)«. Pure and Applied Chemistry. 88 (3): 265–91. doi:10.1515/pac-2015-0305.
2. ↑  Weast, Robert (1984). CRC, Handbook of Chemistry and Physics. Boca Raton, Florida: Chemical Rubber Company Publishing. str. E110. ISBN 0-8493-0464-4.